# Тбилисский трамвай
Тбили́сский трамва́й (груз.  თბილისის ტრამვაი) — закрытая трамвайная система в Тбилиси, являлась единственной в Грузии. Возникла в 1883 году (в виде конки) и прекратила своё существование в 2006 году вместе с тбилисским троллейбусом. Во второй половине XX века трамвай насчитывал до десяти маршрутов.

## История

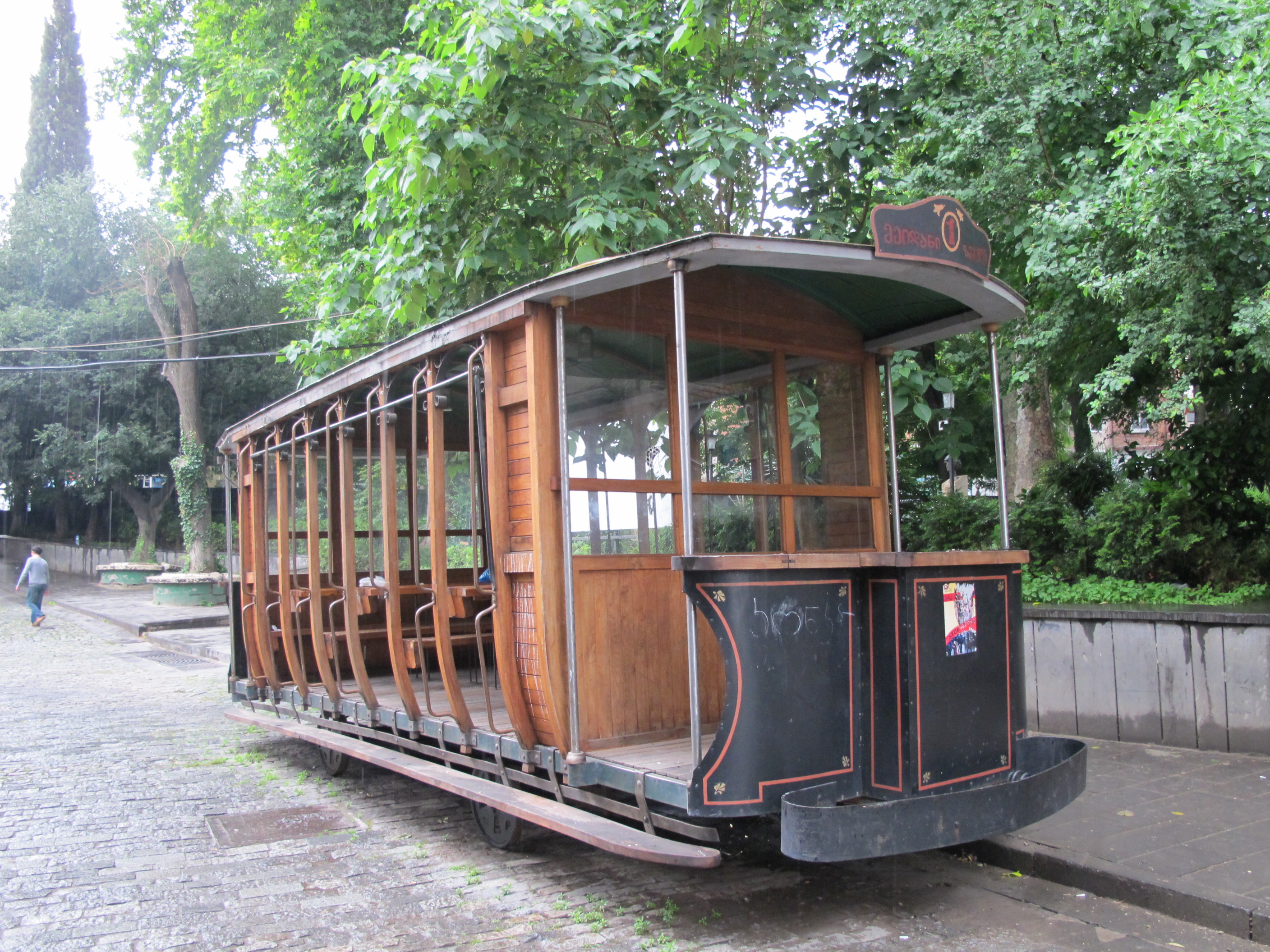
Исторический вагон конки в Тбилиси

Конка была пущена в Тифлисе 10 марта 1883 года. Первоначально ширина колеи составляла 914 мм. Первая линия конки проходила по Михайловскому (ныне — Давида Агмашенебели) проспекту и соединяла Воронцовскую площадь и железнодорожный вокзал. Вскоре маршрут продлили до Эриванской площади (ныне — Свободы), а количество вагонов выросло до 556 (439 двухконных и 117 одноконных). В 1904 году проложили линию по улице Кирочная (ныне — Марджанишвили)
Однако в начале XX века уже было ясно, что время конки прошло, поэтому было принято решение о строительстве электрического трамвая, которым занялась бельгийская фирма «Электрическое общество „Гелиос“» из Кёльна (эта организация ранее, в 1902 году участвовала в организации линии узкоколейного трамвая во Владикавказе). 25 декабря 1904 года начала действовать первая линия электрического трамвая, при этом в отличие от конного предшественника электрический трамвай имел ширину колеи 1000 мм. В 1910 году конка, имевшая ширину колеи 914 мм, прекратила своё существование.
С 1933 года начались работы по перешивке трамвая на широкую колею (1524 мм), однако участки с метровой колеёй просуществовали до 1942 года.
В 1965—1970 годах протяжённость трамвайной сети достигала 105 километров, а подвижной состав — 299 вагонов. После этого в городе началась деградация трамвая и к 2000 году осталось только восемь маршрутов (11-й, 12-й, 3-й, 4-й, 1-й, 2-й, 6-й, 7-й). К 2003 году осталось 4 маршрута (11-й, 12-й, 1-й, 7-й). К 2005 году остался последний 12-й маршрут, который работал до конца 2006 года.
30 ноября 2006 года заместитель мэра Тбилиси Георгий Меладзе выступил с опровержением слухов о ликвидации в Тбилиси электротранспорта, но уже на следующий день решение о ликвидации трамвая и троллейбуса было принято. 4 декабря 2006 года тбилисский трамвай прекратил своё существование.
Тбилисский трамвай был последней действующей трамвайной системой в Закавказье.

## Маршрутная сеть
В прошлом имелось до 18 маршрутов.
Список маршрутов 1918 года:
- № 1. (Красный круг или фонарь) Эриванская пл., Головинский пр., Верийский спуск, Кирочная ул., Михайловский пр., Муштаидши пер., Вокзал, Вокзальная ул., Елисаветинская ул., ул. Пирогова, Михайловеский пр, Кирочная ул., Верийский спуск, Головинский пр., Дворцовая ул., Эриванская пл.
- № 2. (Белый круг или фонарь) Цхнетская ул., Головинский пр., Эриванская пл., Воронцовская пл., Михайловский пр., Муштаид, Вокзал, Черкезовская ул., Воронцовская пл., Эриванская пл., Головинский пр., Цхнетская ул.
- № 3. (Жёлтый круг или фонарь). Эриванская пл., Воронцовская пл. Черкезовская ул., Вокзал, Муштаид, Воронцовская пл., Эриванская площадь.
- № 4. (Синий круг или фонарь). Военный Госп., Кахетинская пл., Мухранский мост, Эриванская пл., Головинский пр., Верийский спуск, Михайловский пр, ул. Пирогова, Вокзал, Муштаид, Михайловский пр., Верийский спуск, Головинский пр., Эриванская пл., Мухранский мост, Кахетинская пл., Военный госпиталь.
- № 5. (Коричневый круг или фонарь). Назначается по мере надобности Эриванская пл., Воронцовская пл., Михайловский пр., ул. Пирогова, Елисаветинская ул., Муштаидский пер., Муштаид, Михайловский пр., Воронцовская пл., Эриванская пл.
- № 6. (Зелёно-красный круг или фонарь). Саманая пл., Песковская ул., Черкезовская ул., Вокзал, Муштаид, Михайловскій пр., Воронцовская пл., Песковская ул., Саманная пл.
- № 7. (Жёлто-синий круги или фонарь) Ортачалы, Саманная пл., Песковская ул., Елисаветинская ул., Михайловскій пр., Муштаид, Вокзал, Черкезовская ул., Саманная пл., Ортачалы.
- № 8. (Чер. круг или жёлто-бел. фонарь). Дидубийская, Управл. Закавк. Желез. дор. Дидубийская церковь.
- № 9. (Синий круг. или зелен. фонарь). Сололаки, Эриванская пл., Головинский пр., Ольгинская ул. и обратно.
- № 10. (Зелёный круг или фонарь). Военный Госпиталь, Бойня.
- № 11. (Красный круг или фонарь). Аудитория на углу Черкезовской и Милютинской и Нахаловка.

Список маршрутов 1933 года (в этом году приняли решение о переходе трамвая на колею 1524 мм):
- № 1, 2, 3, 4 Вокзал — Пл. Свободы (разные пути)
- № 5 Пл. Свободы — Ваке
- № 6 Пл. Свободы — Исправдом
- № 7 Пл. Свободы — Коджорское шоссе
- № 8 Пл. Свободы — Нижняя станция фуникулера
- № 9 Пл. Свободы — Мелькомбинат
- № 10 Военный госпиталь — Бойня
- № 11 Вокзал — Саманная пл.
- № 12 Вокзал — Саманная пл. (другой путь)
- № 13 Вокзал — Суконная фабрика
- № 14 Пл. Свободы — Лоткинская гора
- № 15 Авчальская аудитория — Грма-геле
- № 17 Ул. Жореса — ГПИ
- № 18 Пл. Свободы — Зоопарк

15 февраля 1934 года произошло открытие первой ширококолейной линии от Мясокомбината до площади Шаумян, а новое депо для широкой колеи открылось в Исани.
Маршруты в Тбилиси на 1941 год:
- № 1 Вокзал — Колхозная пл.
- № 2 Вокзал — Колхозная пл. (другой путь)
- № 3 Вокзал — Мелькомбинат
- № 3а Пл. Шаумяна — Мелькомбинат
- № 4 Вокзал — Мелькомбинат (другой путь)
- № 5 Колхозная пл. — Ваке
- № 6 Суконная фабрика — Завод им. Кирова
- № 7 Суконная фабрика — Стадион «Динамо»
- № 8 Вокзал — Лоткинская гора
- № 9 Агро-биологическая станция — Радиостанция
- № 10 Суконная фабрика — Колхозная пл.
- № 11 Завод им. Кирова — Колхозная пл.
- № 13 Вокзал — Ул. Калинина (последний узкоколейный маршрут, был закрыт в 1942 году)

Маршруты в Тбилиси на 1986 год:
№ 1 Центральный рынок — переходной мост
№ 2 Переходной мост — ул. Ахтала
№ 3 станция метро «Дидубе» — Тбилисское море
№ 4 переходной мост — Тбилисское море
№ 5 Центральный рынок — Сельхозинститут
№ 6 переходной мост — ул. Лоткин
№ 7 Авиационный завод — мебельный комбинат
№ 8 станция метро «Дидубе» — Глдани
№ 9 станция метро «Дидубе» — Сельхозинститут
№ 10 Колхозная площадь — Сельхозинститут
№ 11 переходной мост — завод Центролит — Авчальское депо
Маршруты в Тбилиси на 2000 год:
- № 1 станция метро «Дидубе» — переходной мост
- № 2 переходной мост — ул. Чодришвили — улица Церониси — улица Ахтала
- № 3 станция метро «Дидубе» — Тбилисское море
- № 4 переходной мост — Тбилисское море
- № 6 переходной мост — ул. Лоткин
- № 7 Авиационный завод — Мебельный комбинат
- № 11 переходной мост — депо «Авчала»
- № 12 станция метро «Дидубе» — депо «Авчала»

Протяжённость сети в однопутном исчислении, включая развитие в депо, вторые пути на конечных и прочее: 1916 — 56 км, 1930 — 65 км, 1940 — 84 км, 1952 — 98 км, 1961—101 км, 1970 — 90 км, 1980—100 км, 1990 — 86 км, 2000 — 68 км.

## Подвижной состав
Во второй половине XX века — начале XXI века в Тбилиси использовались трамваи рижского (РВЗ-6) и Усть-Катавского (КТМ-5) производства.
В 1960 году Трамвайно-троллейбусное управление Тбилиси своими силами выпустило четыре поезда, получивших название «Тбилиси»